# Michael Urie
Michael Lorenzo Urie (Dallas, 8 agosto 1980) è un attore statunitense.
Dopo aver studiato recitazione presso la "Juilliard School", nel 1998 è stato premiato come migliore interprete drammatico al National Forensic League National Tournament di Saint Louis in Missouri. Ha raggiunto la notorietà interpretando la parte di Marc St. James nella serie comica Ugly Betty nel 2006.

## Carriera
Michael Urie si è laureato alla Vines High School e alla Plano Senior High School. Urie, mentre era ancora studente alla Juilliard recitò nella premier mondiale Love and Happyness nel 2001 presso la Consolati Performing Arts Center, interpretando il ruolo di un sedicenne, che cercava di sbarazzarsi del ragazzo di sua madre. Oltre a questo, apparve in Sylvia del 1998 e Locked Away 1999 presso il Quad C Theatre.
È stato anche il vincitore nel 2002 del John Houseman Prize per l'Eccellenza nel Teatro Classico alla Juilliard School e suoi crediti includono classici di Shakespeare, il teatro Giacobino e commedia dell'arte.
Urie ha interpretato il protagonista del film commedia WTC View. Al momento sta completando un film Documentario, Two Down, sui tornei di dibattito alle scuole superiori, per la Frontal Lobe Productions.
È membro del consiglio e direttore casting di Plum Productions. Con la produzione della stessa compagnia, è apparso in Prachtoberfest e Lowbrow (and a little bit tacky). Come produttore freelance, ha lavorato su Like The Mountains e The Fantasticks, di cui è anche regista.
Nel 2006 ha debuttato nel ruolo di Marc St. James, assistente di Wilhelmina Slater, nel dramedy di ABC Ugly Betty. In una prima stesura il personaggio di Wilhelmina Slater avrebbe dovuto avere un assistente diverso in ogni episodio, e per questo motivo Urie era accreditato come guest star. Tuttavia, Vanessa Williams si trovò in grande sintonia con Urie e Michael ottenne la promozione a personaggio fisso nel corso della prima stagione. Lui e il cast sono stati nominati per lo Screen Actors Guild Award per la prestazione eccezionale in una serie comica nel 2007 e 2008. Il ruolo è valso a Urie una Ewwy Nomination come miglior attore non protagonista in una serie comica nel 2009.
Patti LuPone ha partecipato in un episodio della serie nel ruolo della madre di Marc.
Durante lo sciopero degli sceneggiatori del 2007 Urie ha condotto su TLC il reality show "Miss America Reality Check". Il programma seguiva le concorrenti in gara a Miss America Pageant 2008.
Urie ritorna spesso alle sue radici teatrali, e di recente ha diretto una one-night del musical inedito di Howard Ashmans, Dreamstuff, con un cast di personaggi famosi. Il musical è stato ripensato dalla compagna di Howard, Marsha Malamet, e da Dennis Green ed è andata in scena un'unica sera a Los Angeles all'Hayworth Theatre, nell'ambito della Bruno Kirby Celebrity Reading Series. Il cast era composto dalla protagonista Eden Espinosa insieme a Fred Willard, Vicki Lewis, David Blue e Luke Macfarlane. Ha partecipato allo show Live with Regis and Kelly e nel 2008 ha anche recitato nella produzione blockbuster Disney Beverly Hills Chihuahua interpretando la voce di Sebastian.
Il 29 ottobre 2008 era co-conduttore dei British National Television Awards, dove è stato anche premiato come Best Performance in una serie drammatica.
Urie ha dato origine al ruolo di Rudi Gernreich nella commedia off-Broadway The Temperamentals del 2009, che tratta della fondazione della prima organizzazione per i diritti LGBT, la Mattachine Society. Urie è stato premiato con un Lucille Lortel Award come Miglior Attore Protagonista. Nel 2012 entra nel cast del musical di Broadway How to Succeed in Business Without Really Trying.
Urie ha lanciato un suo sito web con chat dal vivo e videoblog.
Nel 2012, Urie è apparso anche nel ruolo del misterioso autista di limousine James nell'adattamento cinematografico del libro per bambini di Wendy Mass Jeremy Fink e il significato della vita, scritto e diretto da Tamar Halpern.
Urie è stato uno dei protagonisti della serie CBS Partners. La commedia, girata in modalità multi-camera e scritta dai creatori di Will & Grace Max Mutchnick e David Kohan, era incentrata su due colleghi di lavoro e amici di lunga data, uno etero e uno gay. La serie ha debuttato il 24 settembre 2012, ma è stata cancellata già dopo sei episodi.
La sua performance nell'one-man show del 2013 Buyer & Cellar gli è valsa un Clarence Derwent Award e un Premio Speciale ai Drama Desk Award.
Nell'aprile del 2015, Urie ha condotto Cocktails & Classics su Logo TV, uno show in cui guarda e commenta insieme a un cast di amici famosi alcuni film classici, sorseggiando al contempo cocktail ispirati al film. Tra le pellicole trattate nella serie ci sono Eva contro Eva, Steel Magnolias - Fiori d'acciaio, La valle delle bambole, Colazione da Tiffany e Mammina cara. 
Nel novembre del 2018 Urie ha interpretato Arnold Beckoff nel revival a Broadway dello show Torch Song di Harvey Fierstein. 
È comparso nel ruolo ricorrente di Redmond, l'agente pettegolo, nella celebre serie comedy-drama di TVLand Younger prodotta da Darren Star.
Nel 2018 Urie ha interpretato il ruolo del Principe Amleto nella produzione dell'Amleto della Shakespeare Theatre Company a Washington. Ha ripreso lo stesso ruolo nella tournée del 2019 "Free for All".
Il 13 settembre 2019 Urie ha annunciato che si riunirà alla sua collega di Ugly Betty Becki Newton per il progetto di una sitcom di CBS e Warner Bros. Television dal titolo Fun, nella quale sarebbero comparsi in video e in qualità di co-produttori insieme al creatore Michael Patrick King e agli showrunner di Ugly Betty Tracy Post e Jon Kinnally. La CBS non ha dato seguito al pilot della serie il 4 maggio del 2020.
Nel 2021 Urie ha interpretato il protagonista della commedia romantica natalizia di Netflix Single per sempre?.

## Vita personale
Nel giugno 2009 Urie si autodefinì "un membro della comunità LGBT" sul suo sito web. In una intervista del febbraio 2010 a The Advocate rivelò di identificarsi come queer, poiché, diversamente da altri uomini non eterosessuali, non si è mai sentito sbagliato quando stava con una donna. Almeno fino al febbraio 2010 è stato fidanzato con l'attore Ryan Spahn per oltre un anno.
Come in Ugly Betty, Urie è il migliore amico di Becki Newton. Entrambi sono gli ospiti ufficiali del podcast dello show. Urie ha origini in parte scozzesi e in parte italiane.

## Teatro
- Another Vermee (2003)
- Love's Labour's Lost (2003)
- The Roaring Girle (2003)
- Lowbrow (2004)
- Romeo e Giulietta (2004)
- The King Stag (2005)
- La tragedia del vendicatore (2005)
- Phenomenon (2005)
- Sogno di una notte di mezza estate (2006)
- Otello (2006)
- Tito Andronico (2006)
- The Temperamentals (2009)
- Angels in America (2010)
- Il giardino dei ciliegi (2011)
- How to Succeed in Business Without Really Trying (2012)
- Buyer & Cellar (2013)
- Show for Days (2015)
- A Funny Thing Happened on the Way to the Forum (2015)
- Homos, Or Everyone in America (2016)
- L'ispettore generale (2017)
- Torch Song Trilogy (2017)
- Amleto (2018)
- High Button Shoes (2019)
- Grand Horizons (2020)
- Spamalot (2023)

## Filmografia

### Cinema
- Le ragazze dei quartieri alti (Uptown Girls), regia di Boaz Yakin (2003)
- Una sposa in affitto (The Decoy Bride), regia di Sheree Folkson (2011)
- Single per sempre? (Single All the Way), regia di Michael Mayer (2021)
- Maestro, regia di Bradley Cooper (2023)

### Televisione
- Undressed – serie TV, episodio 6x20 (2002)
- Ugly Betty – serie TV, 85 episodi (2006-2010)
- Partners – serie TV, 13 episodi (2012-2013)
- Hot in Cleveland – serie TV, episodio 4x20 (2013)
- Modern Family – serie TV, episodi 6x07, 6x21 (2014-2015)
- The Good Wife – serie TV, 4 episodi (2014-2016)
- Workaholics – serie TV, episodio 5x05 (2015)
- Younger – serie TV, 15 episodi (2016-2021)
- The Good Fight – serie TV, episodi 3x03, 3x08 (2019)
- Shrinking – serie TV, 10 episodi (2023)

### Doppiatore
- Beverly Hills Chihuahua, regia di Raja Gosnell (2008)

## Riconoscimenti
- Premio Emmy
  - 2025 - Candidatura al miglior attore non protagonista in una serie commedia per Shrinking

## Doppiatori italiani
- Luigi Morville in Ugly Betty
- Marco Barbato in Younger
- Lorenzo De Angelis in Single per sempre?
- Emanuele Ruzza in Shrinking
- Renato Novara in Maestro